# Khiry Shelton
Khiry Lamar Shelton (* 26. Juni 1993 in Fort Carson, Colorado) ist ein US-amerikanischer Fußballspieler.

## Karriere

### Jugend und College
Nach seiner Jugendstation bei Lonestar SC begann er 2011 mit College-Soccer an der Oregon State University bei den Oregon State Beavers. Er startete die ersten sechs Spiele der Saison, bevor er durch eine Verletzung für den Rest der Saison ausfiel. In seinem zweiten Jahr erzielte er in fünfzehn Auftritten vier Tore, die er auch in seinem dritten Jahr schaffte, dafür aber nur zehn Spiele benötigte.

### Profi
Im MLS SuperDraft 2015 wurde er als zweiter Pick in der ersten Runde vom New York City FC gedraftet. Dort hatte er auch seinen ersten Profieinsatz in der Major League Soccer, als er am 8. März 2015, dem 1. Spieltag, beim 1:1-Auswärtsunentschieden gegen Orlando City in der 62. Spielminute für Mehdi Ballouchy eingewechselt wurde. Nach zwei Jahren in New York wechselte er innerhalb der Liga zu Sporting Kansas City.
Nach einer Saison erfolgte sein erster Wechsel ins Ausland und er schloss sich dem deutschen Zweitligisten SC Paderborn 07 an. Am Ende der Saison feierte er mit seiner Mannschaft den Aufstieg in die Bundesliga.
Nach insgesamt je zwei Einsätzen in der ersten und zweiten Bundesliga wechselte er im Januar 2020 zurück in seine Heimat und schloss sich erneut Sporting Kansas City an.

### Nationalmannschaft
Shelton absolvierte für die U-18 des US-amerikanischen Fußballverbandes drei Spiele und für die U-23 vier Spiele.

## Erfolge
SC Paderborn
- Aufstieg in die Bundesliga: 2019